# Río Aruwimi
El río Aruwimi es un largo río que discurre por África Central, un afluente del río Congo, situado al norte y al este de la República Democrática del Congo. Tiene una longitud de solo 380 km, pero con cabecera, el río Ituri, alcanza los 1.030 km. En su desembocadura en el Congo tiene una anchura de 1.500 m.

## Historia
El río Aruwimi fue explorado por Henry Morton Stanley durante su expedición de 1887 para rescatar a Emin Pasha. Las cataratas de Yambuya imposibilitaron el uso del río para la navegación, y la expedición tuvo que ir por tierra, con grandes dificultades.

## Geografía
El río Ituri nace en el norte de la región de sabanas al norte de la cuenca del río Kibale. Discurre principalmente hacia el suroeste hasta unirse con el río Shari, que confluye cerca de Bunia. A continuación, gira hacia el oeste y cruza el legendario bosque de Ituri, declarado Patrimonio de la Humanidad por la Unesco. Se convierte en Aruwimi tras la confluencia con el río Nepoko (o Nepoki ) en la ciudad de Bomili. Siempre orientado hacia el oeste, el Aruwimi desemboca en el río Congo por la margen derecha, en la localidad de Basoko.
La cuenca del Ituri / Aruwimi está casi totalmente cubierta de bosque denso, y solo unos pocos pueblos habitan en sus orillas.

### Afluentes
Los principales afluentes del Aruwimi son :
- río Nepoko (Nepoki)

Los principales afluentes del Ituri son :
- río Adusa
- río Lenda
- río Esaye
- río Makoya
- río Epulu
- río Belue

### Localidades que atraviesa
- Bomaneh
- Mongandjo
- Yambuya
- Banalia
- Panga
- Bafwangbe
- Bomili
- Avakubi
- Teturi
- Bunia, la capital de la provincia de Ituri, a unos 20 km del río, que en 2004 tenía una población estimada de 230.625 habitantes.[2]